# アクアコイン
アクアコインは、千葉県木更津市で導入されている仮想通貨、もしくは電子地域通貨である。地方自治体である木更津市と君津信用組合、木更津商工会議所の連携によりリリースされた。

## 導入の経緯
木更津市では東京湾アクアライン開業により、既存市街地の商店が空洞化する影響が出た。また、既存市街地の店舗の多くでクレジットカード決済への対応が遅れていた。これらの課題に対応するとともに、地域内での資金循環を目的として、2018年2月に関係3団体が協定を締結し、アクアコインが導入されることになった。同年3月末から3ヶ月の実証実験をおこなった上で、10月より運用が開始された。実証実験には203店舗が参加し、信用組合や市の職員901人が4150万円を消費した。

## 利用方法
スマートフォンに専用アプリをダウンロードして使用する。1コインが1円である。銀行窓口または専用のチャージ機などでコインをチャージし、決済の際は店に設置された専用QRコードをスマートフォンで読み取ってそこに金額を入力する。
決済時には木更津市出身の俳優である中尾彬（2024年5月死去）による「いいねぇ、木更津」や「木更津、楽しいねぇ」との決済音が鳴る。
チャージ方法について、開始当初は君津信用組合の窓口および木更津市内に設置されている自動チャージ機、加盟店にて販売されているプリペイドカードに限られていたが、2020年4月6日からセブン銀行と提携した上で全国の同行ATMでも終日チャージが出来るようになった。

## 普及度
加盟店舗数はサービス開始時点で317だった。アプリケーションのダウンロードは2020年2月時点で1万件を超え、消費額は2億6千万円となっている。

## サービス比較
| 特徴・機能                   | アクアPay | アクアBank           |
| ---------------------------- | --------- | -------------------- |
| 利用限度額                   | 10万円    | 200万円              |
| コイン有効期限               | 1年間     | 3年間                |
| 窓口チャージ                 | ○         | ○                    |
| チャージ機利用               | ○         | ○                    |
| プリペイドカードチャージ     | ○         | ×                    |
| 銀行口座からの即時チャージ   | ×         | ○ ※2020年7月実装予定 |
| コイン送金機能（割り勘機能） | ×         | ○                    |
| アクアコインでんき           | ×         | ○                    |